# Erik-Jan Slot
Erik-Jan Slot (Hoogeveen, 24 december 1977) is een Nederlandse acteur en producent.
Slot studeerde bestuurskunde aan de Universiteit Twente en is vanaf 2001 sinterklaasfilms gaan produceren voor de regionale televisie. Daarnaast heeft hij in een aantal van diezelfde films de rol van Agent de Bok voor zijn rekening genomen. Slot is als uitvoerend producent betrokken bij de SRSP-films en produceerde in 2008 zijn eerste bioscoopfilm Sinterklaas en het Geheim van het Grote Boek samen met Martijn van Nellestijn en in 2009 Sinterklaas en de Verdwenen Pakjesboot. In 2010 produceerde Slot Sinterklaas en het Pakjes Mysterie. De film ontving Gouden Film-prijs voor meer dan 100.000 bezoekers mogen ontvangen. Voor Slot was dit zijn derde Award.

## Filmografie
Film
- Sinterklaas en het Gevaar in de Vallei (2003) - Agent de Bok
- Sinterklaas en het Geheim van de Robijn (2004) - Agent de Bok
- Sinterklaas en het Uur van de Waarheid (2006) - Agent de Bok
- Sinterklaas en het Geheim van het Grote Boek (2008) - Agent de Bok
- Sinterklaas en de Verdwenen Pakjesboot (2009) - Agent de Bok
- Sinterklaas en het Pakjes Mysterie (2010) - Agent de Bok
- Sinterklaas en het Raadsel van 5 December (2011) - Agent de Bok
- Joris en Boris en het Geheim van de Tempel (2012) - Agent de Bok

Theater
- De verjaardag van Joris